# Поляни (гміна)
Ґміна Поляни (пол. Gmina Polany) — колишня (1934—1939 рр.) сільська ґміна Коросненського повіту Львівського воєводства Польської республіки (1918—1939) рр.. Центром ґміни було село Поляни.
1 серпня 1934 р. було створено ґміну Поляни в Коросненському повіті. До неї увійшли сільські громади: Тиханя, Гута Полянська, Мисцова, Вільховець, Поляни.
На 1 січня 1939 року у ґміні було майже суцільно українське населення — з 3870 мешканців було 3485 українців, 375 поляків і 10 євреїв, присутність поляків зумовлена польською колонією Гута Полянська.